# Johann von Heideck
Johann von Heideck (mort le 3 juin 1429 au château Saint-Willibald (de) à Eichstätt) est prince-évêque d'Eichstätt de 1415 à sa mort.

## Biographie
Johann von Heideck est issu de la maison de Heideck (de), souabe-franconienne, dont le siège est à Heideck. Il est le fils de Friedrich von Heideck et de son épouse Adelheit von Henneberg-Aschach (de).
Johann est mentionné pour la première fois comme chanoine de Wurtzbourg en 1383, plus tard il appartient au chapitre de la cathédrale de Bamberg et est prévôt en 1390.
À l'été 1422, le prince-évêque participe à la Diète d'Empire à Nuremberg, où on débat des croisades contre les hussites. Pendant la guerre de Bavière, il négocie un cessez-le-feu afin de pouvoir se concentrer sur la lutte contre les hussites. Il était auparavant un adversaire de Louis VII. Sa politique intérieure est caractérisée par l'épargne, l'évêché devient libre de dettes et de promesses.
Il est enterré dans le chœur Willibald de la cathédrale d'Eichstätt à côté de Hildebrand von Möhren, son prédécesseur de 1261 à 1279.